# Timeless (single)
Timeless is een single van de Nederlandse dj Ron van den Beuken uit 2003.

## Achtergrond
Timeless is geschreven en geproduceerd door Ron van den Beuken. Het instrumentale trancenummer is het eerste lied dat de artiest onder zijn eigen naam uitbracht, daar waar hij ook muziek maakte onder de naam Clokx. Er werden tegelijkertijd meerdere versies uitgegeven; behalve de originele en de radiomix, was er ook de Ron van den Beuken Remix. Het lied was een bescheiden hit, met een zestigste plek in de Single Top 100, en vooral vijftien weken een notering in die lijst. De Top 40 werd niet behaald, maar het kwam slechts tot de negende positie van de Tipparade.